# Zimnij put
Zimnij put (russisk: Зимний путь) er en russisk spillefilm fra 2013 af Sergej Taramajev og Ljubov Lvova.

## Medvirkende
- Aleksej Frandetti som Erik
- Jevgenij Tkatjuk som Ljokha